# Verhoiansk
Verhoiansk (în rusă Верхоянск) este un oraș mic în Iacutia, Siberia, el fiind cel mai mic oraș din Federația Rusă